# FreeHAL
FreeHAL è un chatbot auto-apprendente.

## Storia
Il programma era inizialmente chiamato JEliza dal nome del chatbot ELIZA di Joseph Weizenbaum. La J indicava il linguaggio Java, infatti JEliza era programmato in Java. Nel marzo del 2008, il programma è stato rinominato FreeHal dato che il linguaggio di programmazione era cambiato, il nome si riferisce al computer HAL che appare nel film 2001: Odissea nello spazio.

## Funzionalità
FreeHAL usa una rete semantica e tecnologie di riconoscimento di pattern, stemming e modelli di Markov nascosti per imitare il comportamento umano. FreeHAL impara autonomamente, estendendo il proprio database mentre interagisce con un utente. Sono supportati l'inglese e il tedesco. Esiste anche una applicazione per smartphone che, ad agosto 2012, supporta solo il tedesco.

## FreeHAL@home
Il progetto FreeHAL fa uso della rete BOINC per costruire nuove reti semantiche.

## Premi
Nel 2008, il programma vinse il primo premio nella categoria "Most Popular" alla Chatterbox Challenge, una competizione annuale tra chatbots.